# 129096 Andrewleung
129096 Andrewleung este o planetă minoră (asteroid), cu un diametru de 3,868 km, din centura de asteroizi. A fost descoperită pe 1 decembrie 2004 la Catalina Station⁠(d) de Catalina Sky Survey. 
Obiectul prezintă o orbită caracterizată de o semiaxă mare de 3,0814471829639 UAi, o excentricitate de 0,15, o înclinație de 8,1 ° în raport cu ecliptica.